# Cendrillon (opéra)
Pour les articles homonymes, voir Cendrillon (homonymie).
Personnages
- Cendrillon ou Lucette (soprano)
- Madame de la Haltière, sa belle-mère (mezzo-soprano ou contralto)
- Le Prince Charmant (Falcon ou soprano de sentiment)
- La Fée (soprano léger)
- Pandolfe, père de Cendrillon (basse chantante ou baryton)

Airs
- « Ah ! que mes sœurs sont heureuses » (Cendrillon) – Acte I
- « Ah ! douce enfant » (La Fée) – Acte I
- « Coeur sans amour » (Le Prince Charmant) – Acte II
- « Enfin, je suis ici » (Cendrillon) – Acte III
- « A deux genoux » (Cendrillon, Le Prince Charmant) – Acte III

Cendrillon est un opéra en quatre actes et six tableaux, de type conte de fées, composé par Jules Massenet, sur un livret d'Henri Cain et de Paul Collin  basé sur le conte Cendrillon de Charles Perrault.. L'œuvre est composée en 1894-1895 et présentée pour la première fois à l'Opéra-Comique, à Paris, le 24 mai 1899, au zénith de la carrière de Massenet. Il s'agit d'une de ses compositions les plus charmantes, qui connut à ses débuts un succès fulgurant avec pas moins de cinquante représentations lors de sa première saison. Cette œuvre, avec Manon et Werther, figure parmi ceux des 25 opéras de Massenet qui sont le plus souvent mis en scène, bien qu'elle ne fasse pas partie du répertoire.

## Historique

### Genèse
Retiré durant les étés dans son hôtel particulier de Pont-de-l'Arche, Jules Massenet compose plusieurs ouvrages lyriques d'ampleur, comme Werther et Thaïs, dans la première moitié des années 1890. Satisfait du succès obtenu en 1889 avec Esclarmonde, le compositeur souhaite mettre en musique un opéra tiré d'un conte de fée ; il s'associe avec Théodore de Banville, mais ce dernier meurt l'année suivante.
Lors de la première de La Navarraise en 1894, au regard de son succès et de celui du drame lyrique Cavalleria rusticana de Pietro Mascagni, le librettiste Henri Cain et Jules Massenet conviennent de travailler sur le conte de fée Cendrillon. Le compositeur s'y consacre à la fin de l'année, y travaille durant l'été 1895 et  en termine l'orchestration durant l'hiver 1896. Le livret rédigé par Henri Cain est le fruit d'une collaboration avec le poète Paul Collin, qui versifie le texte. La conception des décors est proposée pour la préface, les premier et troisième actes à Auguste Alfred Rubé et Charles Moisson, pour le deuxième acte à Eugène Carpezat et pour le quatrième acte à Marcel Jambon.

### Création
La première à l'Opéra-Comique est repoussée de 1897 (en faveur de Sapho) à mars 1899,. La prise de poste d'Albert Carré à la tête de l'Opéra-Comique donne une chance à l'ouvrage d'y être produit sous son impulsion, car celui-ci souhaite faire sa première scène avec Cendrillon. Programmée, puis reportée, presque de semaine en semaine, sa première est finalement représentée le 24 mai 1899 sous la direction d'Alexandre Luigini,. Au cours des dernières répétitions, le directeur de l'opéra et les auteurs conviennent de supprimer le prologue parlé qu'ils avaient appelé Préface, où l'on présentait les divers personnages de la pièce et qui n'a jamais été joué, pour laisser la surprise,. L'opéra remporte un succès notable auprès du public ; la presse est bien plus divisée.

### Postérité
Plus de 60 représentations suivent la première à l'Opéra-Comique, dirigée par Alexandre Luigini, avant que les frères Isola n'en donnent un grand nombre au théâtre de la Gaîté. L'œuvre est un succès à Rome (une trentaine de représentations) et en Amérique. Les répétitions de Cendrillon ont lieu à Bruxelles à la fin d'octobre 1899, puis Genève et Milan voient cette œuvre en décembre. L'opéra est monté à La Nouvelle-Orléans en 1902 et à Buenos Aires en 1908. Il est repris en 1909 à l'Opéra-Comique avec Rose Heilbrunner et Geneviève Vix.
Cependant, malgré son succès, l'opéra reste à l'écart de la scène à partir de 1910 pour n'être remonté que depuis les années 1980. Cendrillon a été mis en scène à l'Opéra Metropolitan à New York en 2018 pour la première fois, avec Joyce DiDonato (Cendrillon) et Alice Coote (Le Prince Charmant).

## Personnages
| Rôle                                         | Voix | Création, 24 mai 1899 (chef d'orchestre : Alexandre Luigini)                                                 |
| -------------------------------------------- | --- | --- |
| Cendrillon (Lucette)                         | soprano | Julia Guiraudon                                                                                              |
| Le Prince Charmant                           | Falcon ou soprano de sentiment (ayant le physique du costume)                                                | Marie-Louise Emelen                                                                                          |
| Mme de la Haltière, belle-mère de Cendrillon | mezzo-soprano ou contralto                                                                                   | Blanche Deschamps-Jéhin                                                                                      |
| Pandolfe, son mari, père de Cendrillon       | basse chantante ou baryton                                                                                   | Lucien Fugère                                                                                                |
| La Fée                                       | soprano léger                                                                                                | Bréjean-Gravière                                                                                             |
| Noémie, belle-fille de Pandolphe             | soprano | Jeanne Tiphaine                                                                                              |
| Dorothée, belle-fille de Pandolphe           | mezzo-soprano                                                                                                | Marie de Lisle                                                                                               |
| Le Roi                                       | baryton | Dubosc |
| Le Surintendant des plaisirs                 | baryton | Étienne Troy                                                                                                 |
| Le Doyen de la Faculté                       | trial | Gourdon |
| Le Premier Ministre                          | basse chantante ou baryton                                                                                   | Gustave Huberdeau                                                                                            |
| Six esprits                                  | 4 soprani et 2 contralti                                                                                     | Delorn, Oswald, Vilma, de Craponne, Stéphane et Fouquié                                                      |
| Chœurs                                       | Serviteurs, courtisans, docteurs, ministres, dames et seigneurs                                              | Serviteurs, courtisans, docteurs, ministres, dames et seigneurs                                              |
| Ballet                                       | Follets, tailleurs, coiffeurs, modistes, fiancé et fiancée, filles de noblesse, princesses, gouttes de rosée | Follets, tailleurs, coiffeurs, modistes, fiancé et fiancée, filles de noblesse, princesses, gouttes de rosée |
| Figuration                                   | Dames et seigneurs, pages, musiciens, princesses, serviteurs, etc.                                           | Dames et seigneurs, pages, musiciens, princesses, serviteurs, etc.                                           |
| La voix du héraut                            | personnage parlant dans les coulisses                                                                        | personnage parlant dans les coulisses                                                                        |

## Instrumentation
- Bois : 3 flûtes, 2 hautbois, 2 clarinettes, 2 bassons ;
- cuivres : 4 cors, 2 trompettes, 3 trombones, 1 tuba ;
- percussions, 2 harpes ;
- cordes[3].

## Argument

### Acte I
Chez madame de la Haltière
Vaste chambre ; à droite, grande cheminée avec son âtre.
Le personnel de Mme la comtesse de la Haltière se plaint qu'elle est une mégère, au contraire de son époux. Ce dernier, Pandolfe, mari très marri de celle dont il n'arrive pas à se faire obéir (Du côté de la barbe est la toute-puissance), regrette de s'être remarié à elle par ambition sociale et de faire vivre un sort lamentable à sa fille, Lucette. La comtesse conseille à ses deux filles de se pomponner : Faites-vous très belles ce soir parce qu'elle a bon espoir que le roi les remarquera lorsqu'on les lui présentera au bal. Laissée seule, Cendrillon se lamente d'être exclue de la soirée, finit le ménage, puis s'endort. Sa marraine fée s'adresse à des sylphes et à des lutins pour transformer sa filleule en princesse et lui permettre d'aller au bal. Elle la dote de pantoufles de vair qui la rendront méconnaissable aux yeux de ses proches et lui ordonne de revenir à minuit.

### Acte II
Chez le Roi
La salle des fêtes, et les jardins du palais ; le tout brillamment illuminé.
Le surintendant des Plaisirs et des musiciens, le doyen de la Faculté et des docteurs, le Premier ministre et des ministres essaient à tour de rôle de sortir de sa tristesse le prince qui trouve les jours et les nuits bien moroses sans amour. Le Roi veut que son fils choisisse une épouse parmi les filles de la noblesse présentes au bal. Les personnages font leur entrée dans l'ordre des danses suivantes : Les filles de noblesse, Les fiancés, Les Mandores, La Florentine et Le Rigodon du Roy, où entrent Mme de la Haltière et sa famille. La comtesse espère que ses filles séduiront le Prince, mais c'est Cendrillon qui le fait en arrivant à son tour. Il lui demande son nom, et elle lui répond qu'elle sera pour lui l'Inconnue. Elle ajoute que leur rencontre ne sera que passagère, qu'il est son prince charmant et qu'elle aurait envie de lui consacrer sa vie. Minuit sonne, et Cendrillon quitte précipitamment le bal.

### Acte III

#### Premier tableau — Le retour du bal
Comme au premier acte
Cendrillon arrive chez elle, haletante, après avoir perdu l'une de ses pantoufles et été effrayée par les statues du jardin du palais et l'obscurité. La belle-famille prétend que le Prince, un moment ensorcelé, s'est bien rendu compte que l'inconnue était une femme de rien. Lorsqu'il voit sa fille défaillir, Pandolfe réussit à s'imposer et met sa femme et ses belles-filles à la porte. Il regrette d'avoir sacrifié sa fille en venant à la cour et lui dit : Nous quitterons cette ville où j'ai vu s'envoler ta gaîté d'autrefois. Il lui propose de retourner avec elle à leur ferme. Après qu'il est allé préparer leur départ, Cendrillon ne veut pas lui faire subir son chagrin et part pour aller mourir sous le chêne des fées.

#### Second tableau  — Chez la fée
Un grand chêne au milieu d'une lande pleine de genêts en fleurs. An fond : la mer. Nuit claire, lumière très bleutée
Après la danse des gouttes de rosée, Cendrillon et le Prince Charmant arrivent chacun de leur côté, en pleurs, chez la fée, séparés par une haie de fleurs que celle-ci vient de former. Après avoir entendu les plaintes qu'ils adressent à la fée sans se voir, ils se plaignent l'un l'autre et finissent par se reconnaître. Le Prince apprend le nom de l'Inconnue. Le Prince ayant promis de suspendre son cœur au chêne enchanté pour voir Lucette, la Fée leur permet de se voir. Ils se jurent un amour fidèle, puis tombent dans un sommeil magique.

### Acte IV

#### Premier tableau — La terrasse de Cendrillon
Matinée de printemps
Au réveil de Cendrillon, que l'on a ramenée, inanimée, des bords d'un ruisselet, Pandolfe lui raconte qu'elle délirait et qu'elle parlait du Prince Charmant, qu'elle n'a jamais vu, d'un chêne enchanté, d'une pantoufle de vair, d'une voiture traînée par des lutins. Lui et sa fille saluent le retour du printemps. Un héraut annonce que le Prince va recevoir les princesses qui viennent essayer la pantoufle, et Mme de la Haltière se voit déjà faire fureur avec ses filles parmi les invitées.

#### Second tableau  — Chez le Roi
La cour d'honneur, grand soleil
Après la Marche des princesses, le Prince Charmant est tout mélancolique jusqu'à ce que Cendrillon paraisse, précédée de sa marraine. Elle lui demande de reprendre son cœur sanglant, et lui, de le garder parce qu'elle en est la maîtresse. Mme de la Haltière prend Cendrillon, la nouvelle souveraine, dans ses bras en la déclarant sa fille.

## Enregistrements
| année | Distribution: (Cendrillon, Le Prince, Mme de la Haltière, Pandolfe)           | Chef d'orchestre, Chœur et orchestre | Label                                                         |
| ----- | ----------------------------------------------------------------------------- | --- | ------------------------------------------------------------- |
| 1978  | Frederica von Stade, Nicolai Gedda, Jane Berbié, Jules Bastin                 | Julius Rudel, Ambrosian Opera Chorus and the Philharmonia Orchestra                                                                                        | Audio CD: Sony Classical, Cat: SM2K91178                      |
| 1979  | Frederica von Stade, Delia Wallis, Maureen Forrester, Louis Quilico           | Mario BernardiNational Arts Centre Orchestra and Chorus. (Audio recording of a performance (or of performances) in the National Arts Centre, Ottawa, July) | Audio CD: Celestial Cat: CA 62 Audio CD: Gala Cat: GL 100 724 |
| 2011  | Joyce DiDonato, Alice Coote, Ewa Podleś, Jean-Philippe Lafont                 | Bertrand de Billy, Orchestra & Chorus of the Royal Opera House, Laurent Pelly, mise en scène                                                               | DVD: Virgin Classical, Cat: 6025099                           |
| 2018  | Kim-Lillian Strebel, Anat Czarny, Anja Jung, Katharina Melnikova, Juan Orozco | Fabrice Bollon, Choeur du Théatre de Fribourg, Orchestre philharmonique de Fribourg Barbara Mundel and Olga Motta, mise en scène                           | DVD Naxos                                                     |
| 2019  | Danielle de Niese, Kate Lindsey, Agnes Zwierko, Lionel Lhote                  | John Wilson, Choeur de Glynedebourne, Orchestre philharmonique de Londres Fiona Shaw, mise en scène                                                        | DVD Opus Arte                                                 |